# Mission Aviation Fellowship

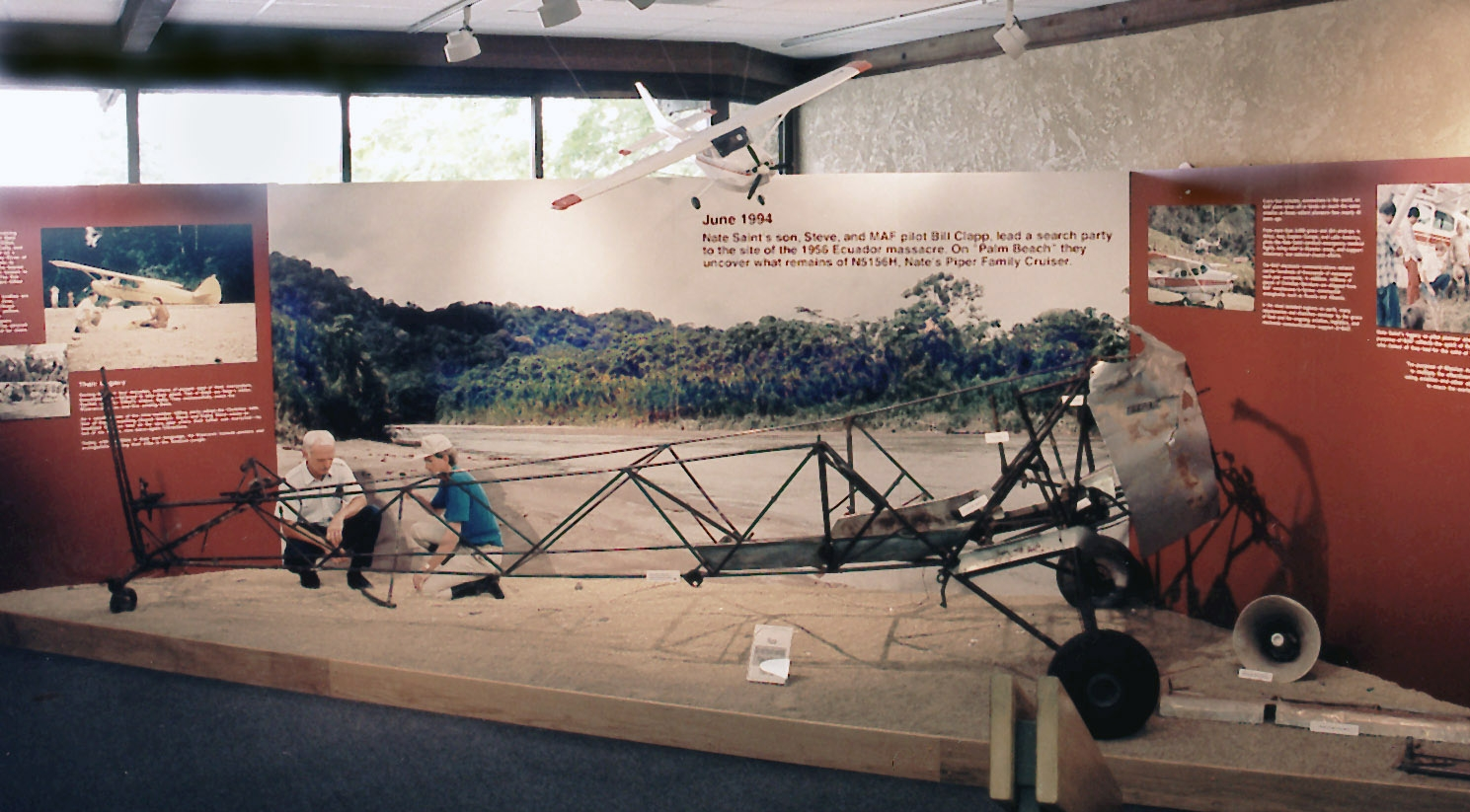
Overblijfselen van een oud MAF-vliegtuigje tentoongesteld in het hoofdkantoor

Mission Aviation Fellowship (MAF) is een christelijke zendingsorganisatie die met vliegtuigen mensen bereikbaar maakt voor medische hulp, noodhulp, ontwikkelingshulp en het Evangelie. MAF heeft als belangrijkste doelstelling om luchttransport te bieden in moeilijk bereikbare gebieden in onder andere Oceanië en Afrika. De organisatie is de grootste onafhankelijke non-profit luchtvaartmaatschappij. De slogan van MAF is: "Vliegen voor Leven".

## Geschiedenis MAF
MAF werd opgericht aan het einde van de Tweede Wereldoorlog door een groep piloten van Britse, Amerikaanse, Canadese, Nieuw-Zeelandse en Australische afkomst, die de noodzaak zagen van luchtverbindingen met het zendingsveld. Zij noemden zichzelf aanvankelijk Christian Airmen's Missionary Fellowship (CAMF). De eerste vlucht werd gemaakt in 1946 toen Betty Greene een groep zendelingen met een WACO dubbeldekker naar een afgelegen gebied in Mexico bracht. Er zijn anno 2023 een groot aantal nationale afdelingen van MAF, sinds 1978 ook in Nederland.

## Werkzaamheden
MAF vliegt wereldwijd met 130 vliegtuigen in 26 landen, waaronder Indonesië, Zuid-Soedan, Oeganda, Suriname, Madagaskar en Papoea-Nieuw-Guinea. De organisatie heeft vier pijlers: ontwikkelingshulp, noodhulp bij rampen, zending en evangelisatie en medische hulp en medische evacuaties. MAF werkt voornamelijk samen met lokale organisaties en kerken en in geval van (natuur)rampen ondersteunt ze overheden en niet-gouvernementele organisaties. Tot 2010 bestond de vloot van bushvliegtuigen vooral uit Cessna 206's; vanaf dat jaar wordt het gebruik daarvan echter uitgefaseerd; MAF heeft de Quest Kodiak als opvolger gekozen, een toestel speciaal gebouwd voor missies in moeilijk toegankelijke gebieden. Daarnaast wordt veel gevlogen in de Cessna 208 Caravan.

## MAF Nederland

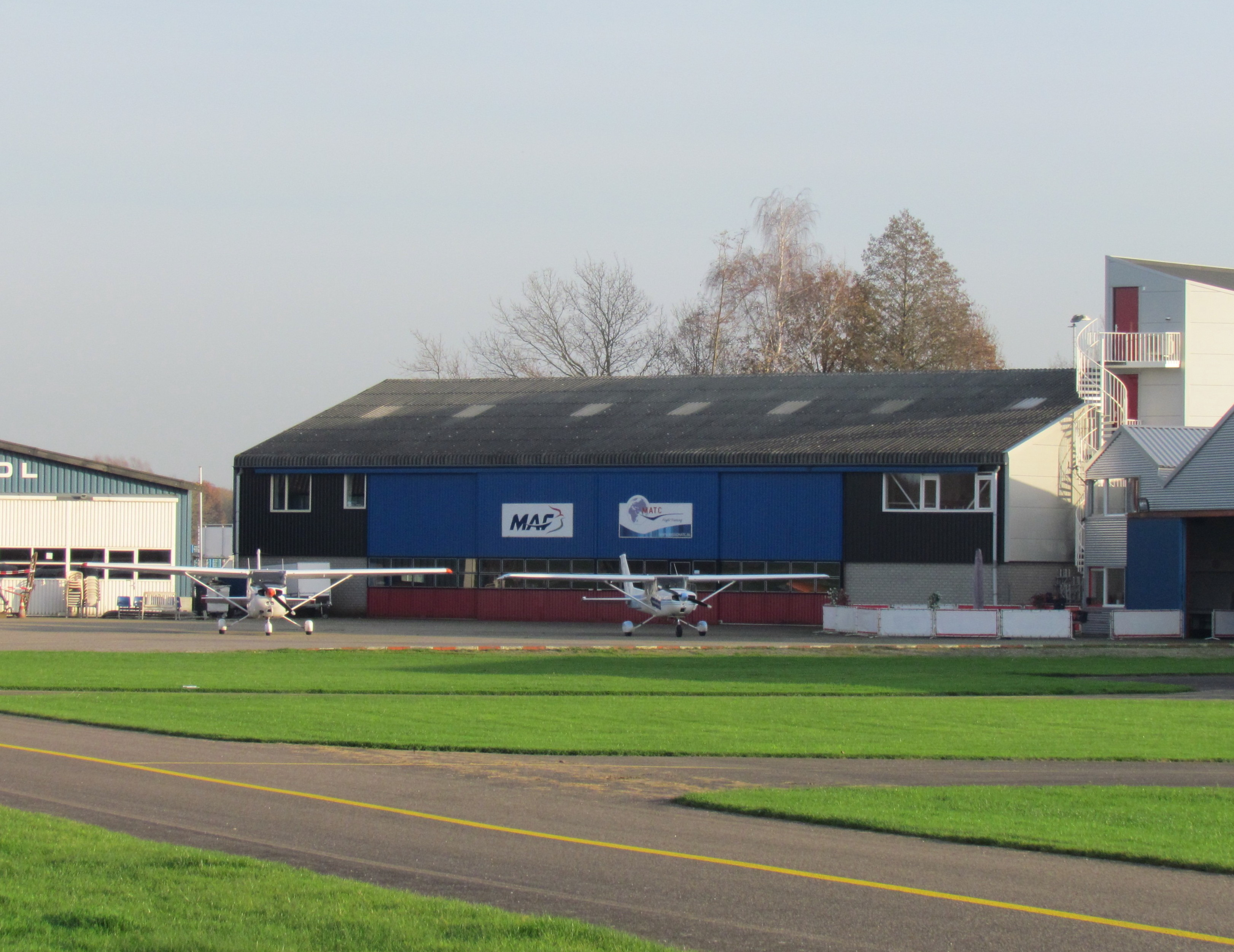
Het trainingscentrum te Teuge

MAF Nederland is gevestigd op Vliegveld Teuge bij Apeldoorn. In totaal zijn rond de 32 gezinnen uitgezonden vanuit Nederland en zijn er 9 gezinnen in voorbereiding om uitgezonden te worden. Op het kantoor werken 29 fulltime krachten. MAF Nederland ontvangt jaarlijks ongeveer 7 miljoen euro aan giften van particulieren en kerken. Te Teuge bevindt zich het Mission Aviation Training Centre (MATC), een van de drie internationale opleidingscentrums voor MAF-piloten.
In oktober 1965 doopte koningin Juliana de MAF-US C-185 om tot Flying Dutchman, die gedeeltelijk werd bekostigd door de Nederlandse overheid vanwege het pionierswerk van MAF in voormalige Nederlandse koloniën.

## MAF Suriname

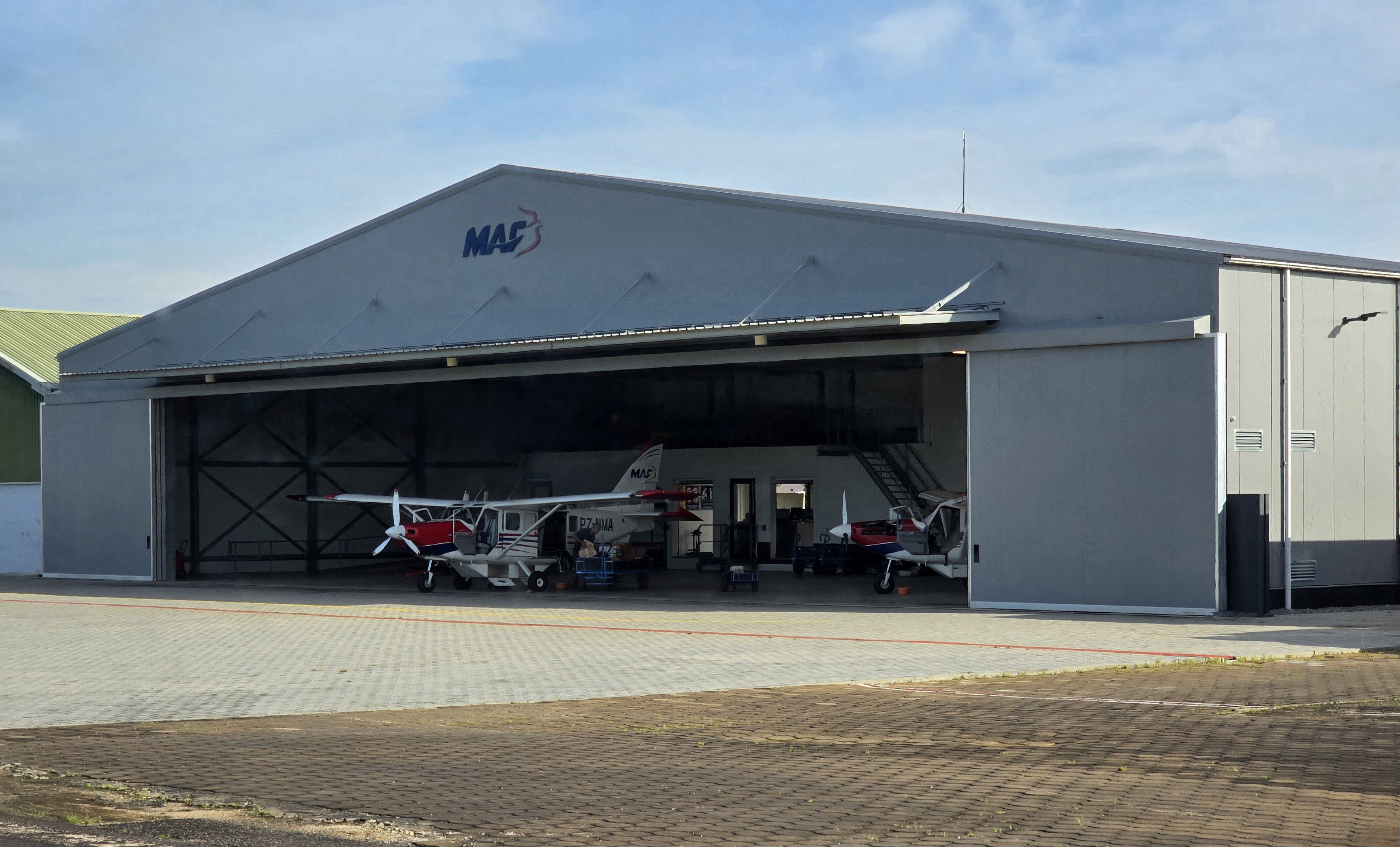
MAF Suriname op Zorg en Hoop Airport

Mission Aviation Fellowship Suriname (MAF Suriname) is een Surinaamse stichting die in 1964 werd opgericht als filiaal van MAF USA. Ook begin 21e eeuw is het hier nog mee verbonden.